# Ромнув
Ромнув (пол. Romnów) — село в Польщі, у гміні Конти-Вроцлавські Вроцлавського повіту Нижньосілезького воєводства.
Населення — 92 особи (2011).
У 1975-1998 роках село належало до Вроцлавського воєводства.

## Демографія
Демографічна структура станом на 31 березня 2011 року:
|          | Загалом | Допрацездатний вік | Працездатний вік | Постпрацездатний вік |
| -------- | ------- | ------------------ | ---------------- | -------------------- |
| Чоловіки | 45      | 7                  | 36               | 2                    |
| Жінки    | 47      | 7                  | 26               | 14                   |
| Разом    | 92      | 14                 | 62               | 16                   |